# کاریبو ایرویز
کاریبو ایرویز (به انگلیسی: Karibu Airways) یک شرکت هواپیمایی است. دفتر مرکزی کاریبو ایرویز در کینشاسا، جمهوری دموکراتیک کنگو واقع شده‌است.